# Língua peónia
O peónio (português europeu) ou peônio (português brasileiro) é uma língua extinta que foi falada pelos peónios, cujo reino se situou na Macedónia, estendendo-se para a Dardânia (a norte) e, em épocas anteriores, para o sudoeste da Trácia, ocupando territórios que atualmente fazem parte do norte da Grécia, República da Macedónia, Cosovo e sudoeste da Bulgária. Está muito mal documentada e supõe-se que se extinguiu cerca do século IV d.C.
Conhecem-se algumas palavras peónias através das fontes clássicas:
- μόναπος (monaipos ou monapos) — bisonte-europeu[2]
- τίλων (tilôn) — uma espécie de peixe do lago Prasias[3]
- paprax — outra espécie de peixe do lago Prasias

São também conhecidos alguns antropónimos, alguns deles apenas pela numismática peónia, como por exemplo Agis (Άγις), Patraos (Πατράος), Lycpeios (Λύκπειος), Audoleon (Αυδολέων), Eupolemos (Εὐπόλεμος), Ariston (Αρίστων), etc. Conhecem-se ainda alguns topónimos, como Bylazora (Βυλαζώρα) ou Astibos (Άστιβος), e nomes de divindades, como Dryalus (Δρύαλος), Dyalos (Δύαλος, o Dioniso peónio).[carece de fontes?]
A generalidade das fontes clássicas diferenciam os peónios do trácios e dos ilírios, tanto em termos étnicos como linguísticos. Aparentemente Ateneu ligou o idioma peónio à mal conhecida língua mísia, a qual possivelmente faria parte da família linguística das línguas anatólias. Por outro lado, os peónios eram também vistos como estando relacionados com os trácios e como antepassados dos frígios.[carece de fontes?]
Os linguistas modernos não estão seguros da classificação do peónio devido à extrema escassez de materiais da língua que sobreviveram até à atualidade. Para Wilhelm Tomaschek e Paul Kretschmer, ela pertenceu à família ilíria; Dimiter Dečev defende que tinha afinidades com o trácio. Irwin L. Merker considera que o peónio era uma língua helénica muito próxima do grego com grandes influências ilírias e trácias devido à proximidade geográfica.